# فنجرية قرفية
فنجرية قرفية (الاسم العلمي:Vangueria cinnamomea) هي نوع من النباتات تتبع جنس الفنجرية من الفصيلة الفوية.